# Bahnhof Warabi
Der Bahnhof Warabi (jap. 蕨駅, Warabi-eki) ist ein Bahnhof auf der japanischen Insel Honshū. Er wird von der Bahngesellschaft JR East und befindet sich in der Präfektur Saitama auf dem Gebiet der Stadt Warabi.

## Verbindungen
Warabi ist ein Zwischenbahnhof an der Keihin-Tōhoku-Linie. Sie führt von Ōmiya über Urawa, Akabane und Tokio nach Yokohama sowie daran anschließend auf der Negishi-Linie nach Ōfuna. Tagsüber fahren die Züge alle fünf Minuten, während der Hauptverkehrszeit alle drei bis vier Minuten. Somit werden jede Stunde zwischen 12 und 20 Züge angeboten.
Der Bahnhof ist ein wichtiger Knotenpunkt des lokalen und regionalen Busverkehrs. Auf dem östlichen Bahnhofsvorplatz befindet sich ein Busterminal mit sechs Haltestellen. Diese werden von einem Dutzend Buslinien der Gesellschaft Kokusai Kyōgyō Bus bedient. Fünf weitere Haltestellen befinden sich auf dem westlichen Bahnhofsvorplatz. Von hier aus verkehren zehn Buslinien desselben Unternehmens.

## Anlage
Der Bahnhof steht an der Grenze zwischen den Stadtteilen Tsukagoshi im Osten und Central im Westen. Während in der unmittelbaren Umgebung zahlreiche Läden sowie mehrere Kaufhäuser und Einkaufszentren stehen, ist das Gebiet ansonsten von dicht besiedelten Wohnvierteln geprägt. Die Anlage ist von Südosten nach Nordwesten ausgerichtet und umfasst sechs Gleise, wobei die zwei am nördlichsten gelegenen den hier haltenden Nahverkehrszügen dienen und an einem überdachten Mittelbahnsteig liegen. In der Mitte des Bahnsteigs erfolgt der Zugang mittels Treppen, Rolltreppen und Aufzügen. Sie führen hinauf zur Verteilerebene des Empfangsgebäudes, das sich in Form eines Reiterbahnhofs über den Nahverkehrsgleisen spannt. Auf den vier übrigen Gleisen an der Südseite, die von einer gedeckten Brücke überquert werden, fahren die Züge der Utsunomiya-Linie und der Takasaki-Linie sowie Güterzüge ohne Halt durch.
Im Fiskaljahr 2019 nutzten durchschnittlich 61.829 Fahrgäste täglich den Bahnhof.

## Bilder

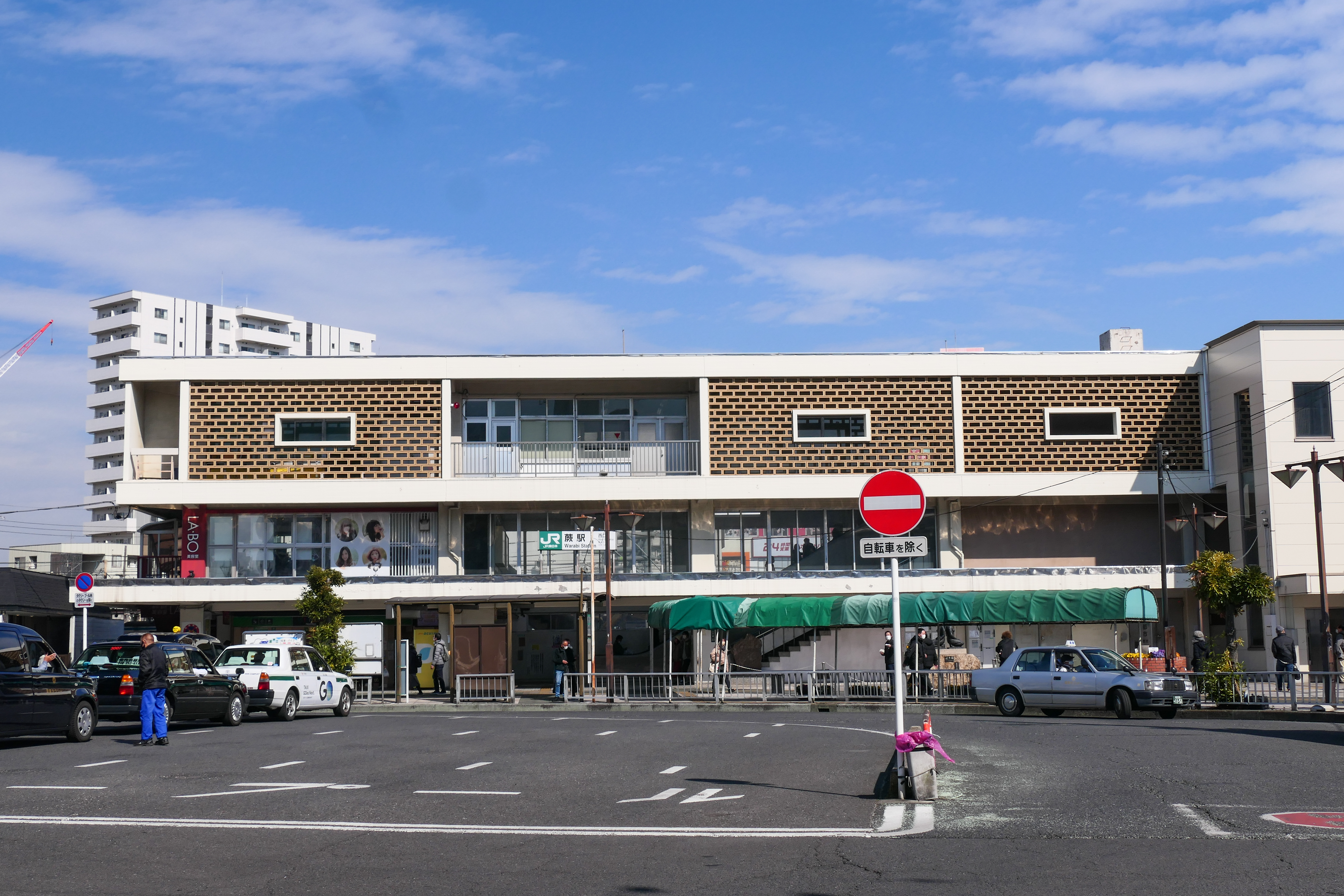
Ansicht von Westen
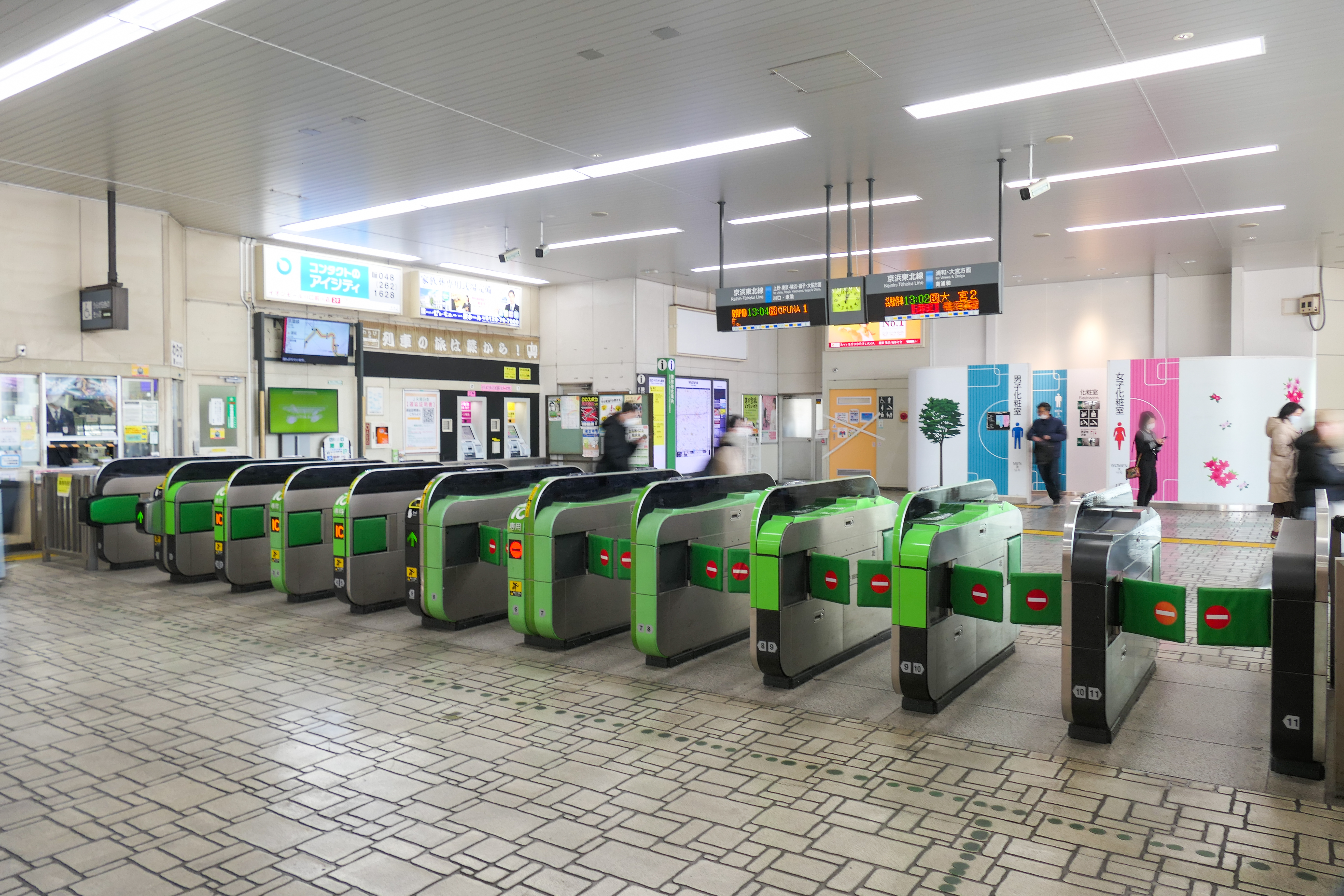
Bahnsteigsperren
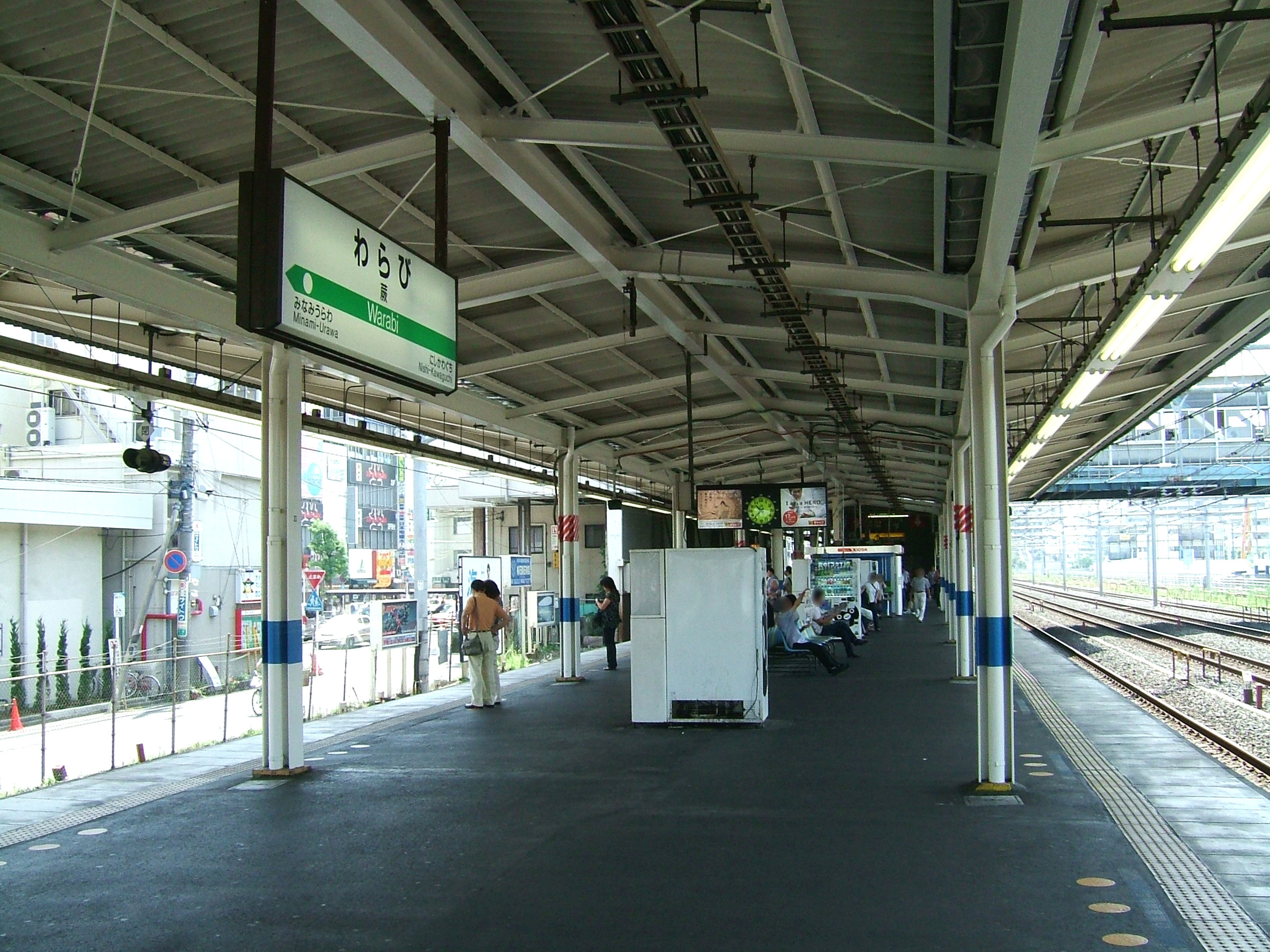
Bahnsteig
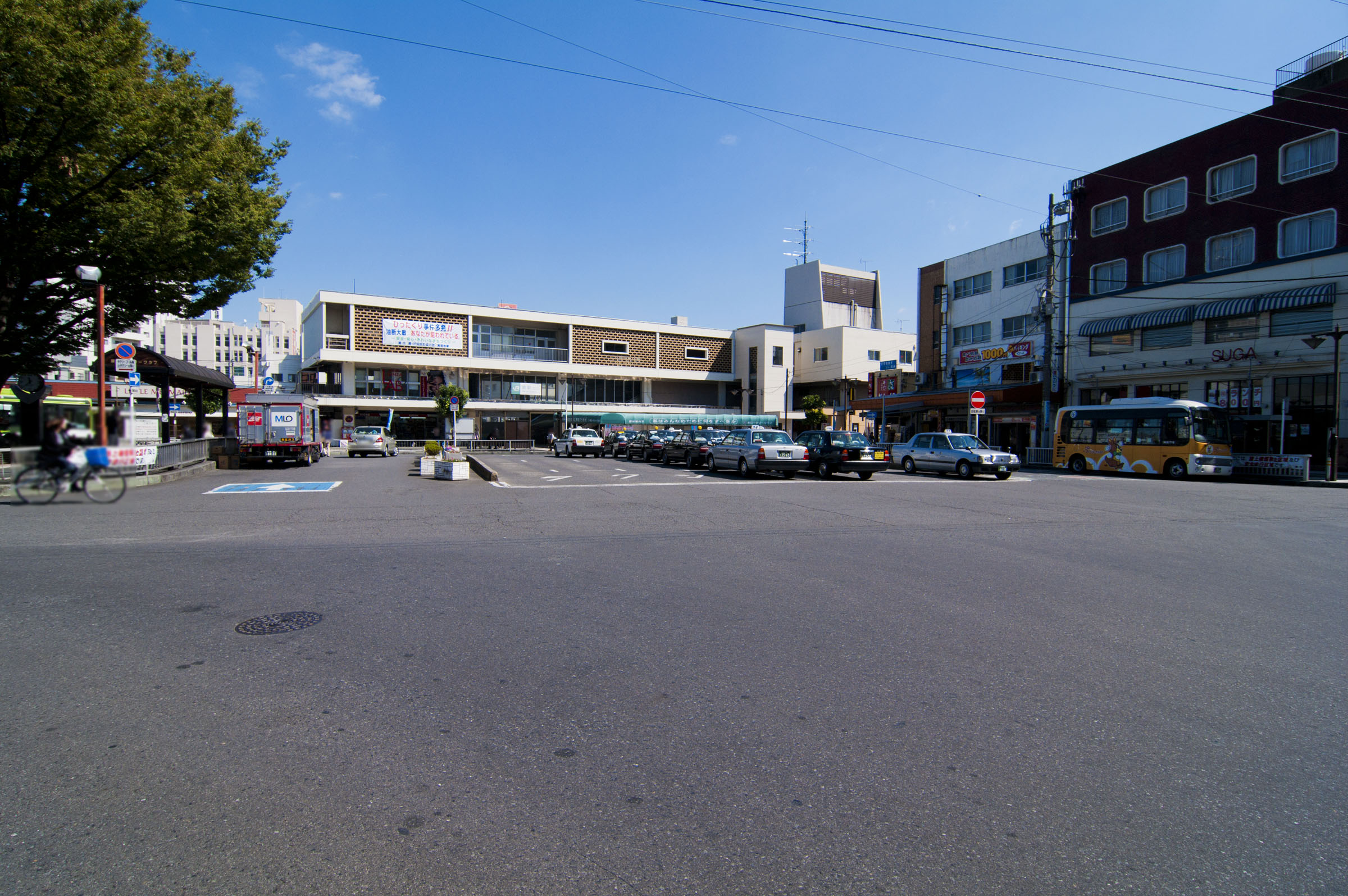
Westausgang Bahnhofsplatz (Oktober 2011)

## Gleise
| 1 | ▉ Keihin-Tōhoku-Linie | Akabane • Ueno • Tokio • Shinagawa • Kawasaki • Yokohama |
| 2 | ▉ Keihin-Tōhoku-Linie | Urawa • Ōmiya                                            |

## Linien
| Verlauf der Keihin-Tōhoku-Linie / Negishi-Linie |
| --- |
| Ōmiya • Saitama-Shintoshin • Yono • Kita-Urawa • Urawa • Minami-Urawa • Warabi • Nishi-Kawaguchi • Kawaguchi • Akabane • Higashi-Jūjō • Ōji • Kami-Nakazato • Tabata • Nishi-Nippori • Nippori • Uguisudani • Ueno • Okachimachi • Akihabara • Kanda • Tokyo • Yūrakuchō • Shimbashi • Hamamatsuchō • Tamachi • Takanawa Gateway • Shinagawa • Ōimachi • Ōmori • Kamata • Kawasaki • Tsurumi • Shin-Koyasu • Higashi-Kanagawa • Yokohama • Sakuragichō • Kannai • Ishikawachō • Yamate • Negishi • Isogo • Shin-Sugita • Yōkōdai • Kōnandai • Hongōdai • Ōfuna |

## Geschichte
Die Nippon Tetsudō, Japans erste private Bahngesellschaft, nahm 1883 ihre Stammstrecke in Betrieb. Zwei Jahrzehnte lang fuhren die Züge hier ohne Halt durch, bis zur Eröffnung des Bahnhofs Warabi am 16. Juli 1893. Als Folge des Eisenbahnverstaatlichungsgesetzes ging das Streckennetz der Nippon Tetsudō am 1. November 1906 an das Eisenbahnamt (das spätere Eisenbahnministerium) über. Die Teilelektrifizierung der Tōhoku-Hauptlinie am 1. September 1932 ermöglichte die Ausdehnung des elektrischen Vorortsverkehrs der Keihin-Tōhoku-Linie über Akabane hinaus bis nach Ōmiya.
1933 nahm das Eisenbahnministerium einen ersten Umbau des Empfangsgebäudes vor, bei dem die Bahnsteige und der westliche Eingang mit einer Brücke verbunden wurden. 1949 ergänzte die Japanische Staatsbahn einen Eingang an der Ostseite, 1967 errichtete sie das heute noch bestehende Bauwerk. Aus Rationalisierungsgründen stellte sie am 1. Februar 1984 den Güterumschlag ein, am 14. März 1985 auch die Gepäckabfertigung. Im Rahmen der Staatsbahnprivatisierung ging der Bahnhof am 1. April 1987 in den Besitz der neuen Gesellschaft JR East über. Im März 2006 wurde der Bahnhof mit Bahnsteigtüren ausgestattet.